# Bratrstvo bojovníků
Bratrstvo bojovníků (v originále Le Frère du guerrier) je francouzský hraný film z roku 2002, který režíroval Pierre Jolivet. Snímek měl premiéru ve Francii dne 13. března 2002.

## Děj
Ve 13. století žije Arnaud ve vesnici v pohoří Cévennes se svou ženou Guillemette. Arnaudova matka ho před svou smrtí naučila o léčivých rostlinách a jejich prospěšných účincích. Jednoho dne je Arnaud napaden skupinou banditů. Je zbit s nebývalou brutalitou a ztrácí paměť. Jeho žena se poté vydává hledat Thomase, bratra svého manžela a statečného bojovníka. Musí jí za každou cenu pomoci Arnauda vyléčit. Aby toho dosáhl, musí i on odhalit mnohá tajemství skrytá ve vědě o rostlinách. Thomas, nelítostný bojovník, se však musí především naučit vyvíjet se bez použití násilí.

## Obsazení
| Vincent Lindon          | Thomas             |
| Guillaume Canet         | Arnaud             |
| Mélanie Doutey          | Guillemette        |
| François Berléand       | kněz               |
| Brunelle Lemonnier      | Hilde              |
| Frédéric Lacave         | Benoît             |
| Thierry-Perkins Lyautey | vůdce lupičů       |
| Roch Leibovici          | Chauve             |
| Manuel Le Lièvre        | Bossu              |
| Christophe Vandevelde   | Casque             |
| Augustin Legrand        | Moustachu          |
| Anthony Decadi          | Giton              |
| Franck Gourlat          | Adémar             |
| Arlette Thomas          | abatyše            |
| Josiane Lévêque         | duchovní           |
| Anne Le Ny              | paní de Moteron    |
| Olivier Augrond         | Thomasův společník |
| Ludovic Schoendoerffer  | šlechtický zajatec |
| Catherine Davenier      | selka              |
| Pascal Leguennec        | obchodník          |
| Annie Mercier           | Casteletova žena   |

## Ocenění
- César: nominace v kategorii nejslibnější herečka (Mélanie Doutey)